# Херли (Њу Мексико)
Херли (енгл. Hurley) град је у америчкој савезној држави Њу Мексико.

## Демографија
По попису из 2010. године број становника је 1.297, што је 167 (-11,4%) становника мање него 2000. године.
| Група             | 2000.       | 2010.       |
| Белци             | 546 (37,3%) | 453 (34,9%) |
| Афроамериканци    | 2 (0,1%)    | 8 (0,6%)    |
| Азијати           | 1 (0,1%)    | 2 (0,2%)    |
| Хиспаноамериканци | 883 (60,3%) | 826 (63,7%) |
| Укупно            | 1.464       | 1.297       |